# Premios Defensa
Premios Defensa es la denominación de los premios que de manera anual otorga el Ministerio de Defensa de España en diferentes categorías.

## Reseña
Los Premios Defensa fueron creados en 1999 con el fin de reconocer el mérito y la valía sobresaliente de trabajos sobre cuestiones relacionadas con la defensa, la paz, la seguridad y la historia militar, desarrollados en universidades, institutos, fundaciones y asociaciones; trabajos de estudio e investigación realizados en centros docentes de estudios militares españoles; y aquellos otros emitidos en prensa, radio y televisión españolas
Actualmente los Premios Defensa están regulados por la Orden DEF/156/2013 de 21 de enero, que abarcan las áreas siguientes:
- Trabajos de investigación.

- Medios de comunicación.

- Fotografía.

- Premio José Francisco de Querol y Lombardero.

- Docencia.

- Premio Extraordinario de Defensa.

Estos premios se componen de una cuantía económica que se define cada año en los presupuestos generales del Estado, que normalmente oscila entre los 5.000 y 8.000 euros dependiendo de la categoría a la que se opte. La celebración de la entrega de premios es celebrada normalmente en el Cuartel General del Ejército del Aire en Madrid